# پژو ۴۰۲

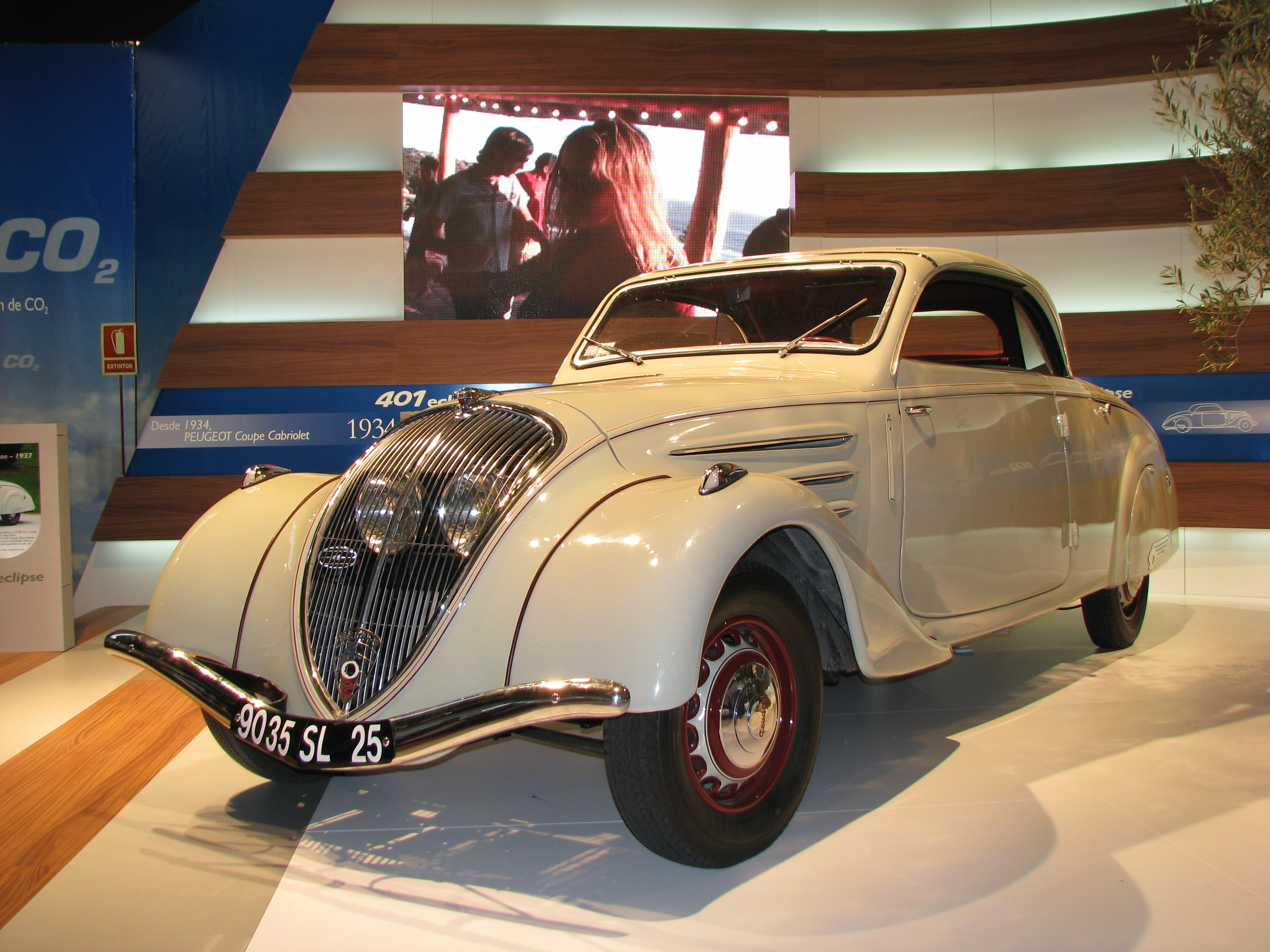

پژو ۴۰۲ (Peugeot ۴۰۲) خودرویی است که در سال‌های ۱۹۳۵ تا ۱۹۴۲ تولید شده‌است. طراحی آن خودروهای موتور جلو-محور عقب بوده طول آن در حالت طبیعی ۴٬۸۵۰ میلیمتر (۱۹۰٫۹ اینچ) و عرض آن در حالت طبیعی .۱٬۶۴۰ میلیمتر (۶۴٫۶ اینچ) است.